# Palazzo della Permanente
Il Palazzo della Società per le Belle Arti ed Esposizione Permanente, conosciuto anche semplicemente come Palazzo della Permanente, è un palazzo storico di Milano situato in via Filippo Turati al civico 34, dal 1881 sede della storica e omonima istituzione culturale. Progettato nel 1881 da Luca Beltrami in stile revival neoclassico, l'edificio è stato parzialmente restaurato dagli architetti Giulio Richard e Paolo Mezzanotte tra il 1920 e il 1922. 
Gravemente danneggiato dai bombardamenti della seconda guerra mondiale, il Palazzo è stato completamente ricostruito, ad eccezione della facciata superstite e di poche altre preesistenze, dagli architetti e designer Pier Giacomo e Achille Castiglioni secondo i criteri del funzionalismo. Il complesso è composto da un edificio orizzontale di sale destinate alle esposizioni organizzate dalla Società e una torre verticale per uffici.

## L'edificio di Luca Beltrami

L'edificio nel 1886

Nel 1881 l'istituzione culturale della Società per le Belle Arti ed Esposizione Permanente acquista un terreno in via Turati (all'epoca denominata via Principe Umberto) per edificarvi la propria sede. 

Il progetto viene affidato all'architetto Luca Beltrami (Milano 1854 – Roma 1933), docente di Architettura all'Accademia di Brera e al Politecnico di Milano e impegnato in quegli anni in importanti interventi di architettura e restauro nella città: il Castello Sforzesco e la ricostruzione della Torre del Filarete (1893-1911), la Sinagoga (1892), il Palazzo delle Assicurazioni Generali in Piazza Cordusio (1901). 
Beltrami concepisce il palazzo della Permanente secondo uno stile neoclassico, suddividendo in modo schematico gli ambienti.
La simmetrica facciata su via Turati, in pietra rossa di Verona, presenta al piano terra un ingresso a triplice apertura scandito da pilastri e due finestre rettangolari; la tripartizione è ripetuta al piano superiore nella loggia ad archi intervallata da colonne e affiancata da due finestre rettangolari con timpano triangolare. Sul fregio in facciata corre l'intitolazione del palazzo: Società per le Belle Arti ed Esposizione Permanente. 

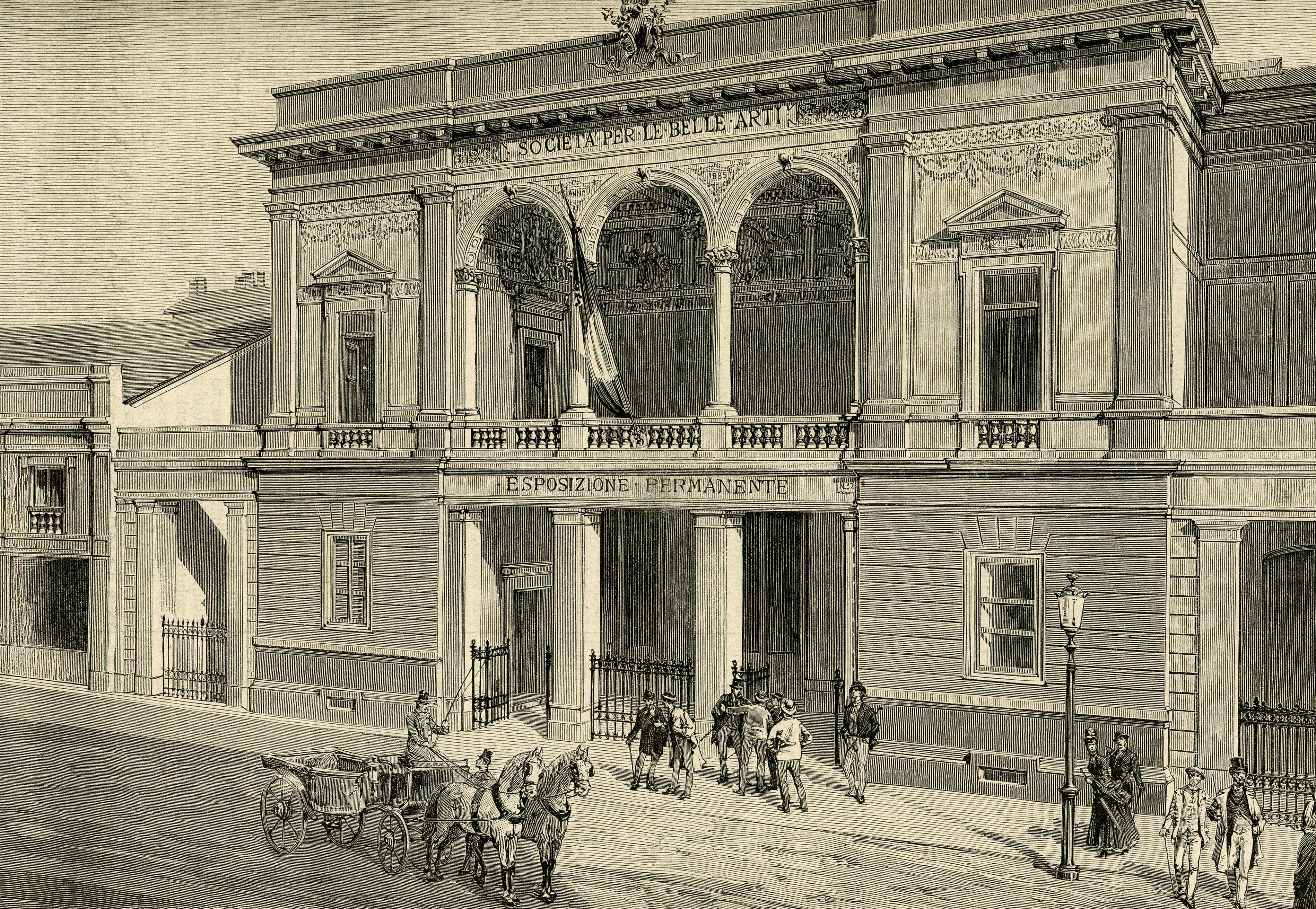
L'edificio in una xilografia del 1897

All'interno la scansione degli spazi si articola nel 1886, data dell'apertura al pubblico, in quattro sale illuminate da lucernari al piano terra, un cortile coperto e una galleria per l'esposizione di sculture conclusa da un giardino con caffetteria. Al piano superiore si accede attraverso una monumentale scala doppia in marmo. Al primo piano un grande salone è destinato ad eventi, conferenze e riunioni ed affiancato sui due lati da due ambienti per l'esposizione di oggetti.

## Il restauro degli anni venti e i bombardamenti
Il palazzo viene restaurato tra il 1920 e il 1922 dagli architetti Giulio F. Richard e Paolo Mezzanotte: vengono eliminate le decorazioni pittoriche di Giovanni Battista Todeschini e di Giuseppe Mentessi, assistente di Beltrami all'Accademia di Brera, mentre rimane immutata l'architettura di Beltrami.
L'edificio viene pesantemente colpito dai bombardamenti del 1943, lasciando intatta soltanto la facciata su via Turati, tuttora esistente e tutelata come monumento nazionale.

## La ricostruzione: Pier Giacomo e Achille Castiglioni
Dopo l'esame di 17 proposte, nel 1949 il Sodalizio artistico sceglie per la ricostruzione della propria sede il progetto degli architetti e designer Pier Giacomo Castiglioni, Achille Castiglioni, con Luigi Fratino. I lavori prendono avvio l'anno successivo e si concludono nel 1953, quando la nuova sede viene aperta al pubblico completamente rinnovata.

## Descrizione
Il complesso della Permanente è composto da un corpo sviluppato orizzontalmente, che contiene grandi spazi destinati all'allestimento delle mostre, sul quale si innesta una alta torre per uffici, con una netta distinzione tra i due elementi.
La facciata del palazzetto di Beltrami viene inclusa nel progetto come preesistenza originale e accoglie tre distinti ingressi: al centro, dal portico, alle sale espositive; a sinistra ai magazzini delle opere; a destra, dalla galleria, agli uffici della torre. 

### Interno

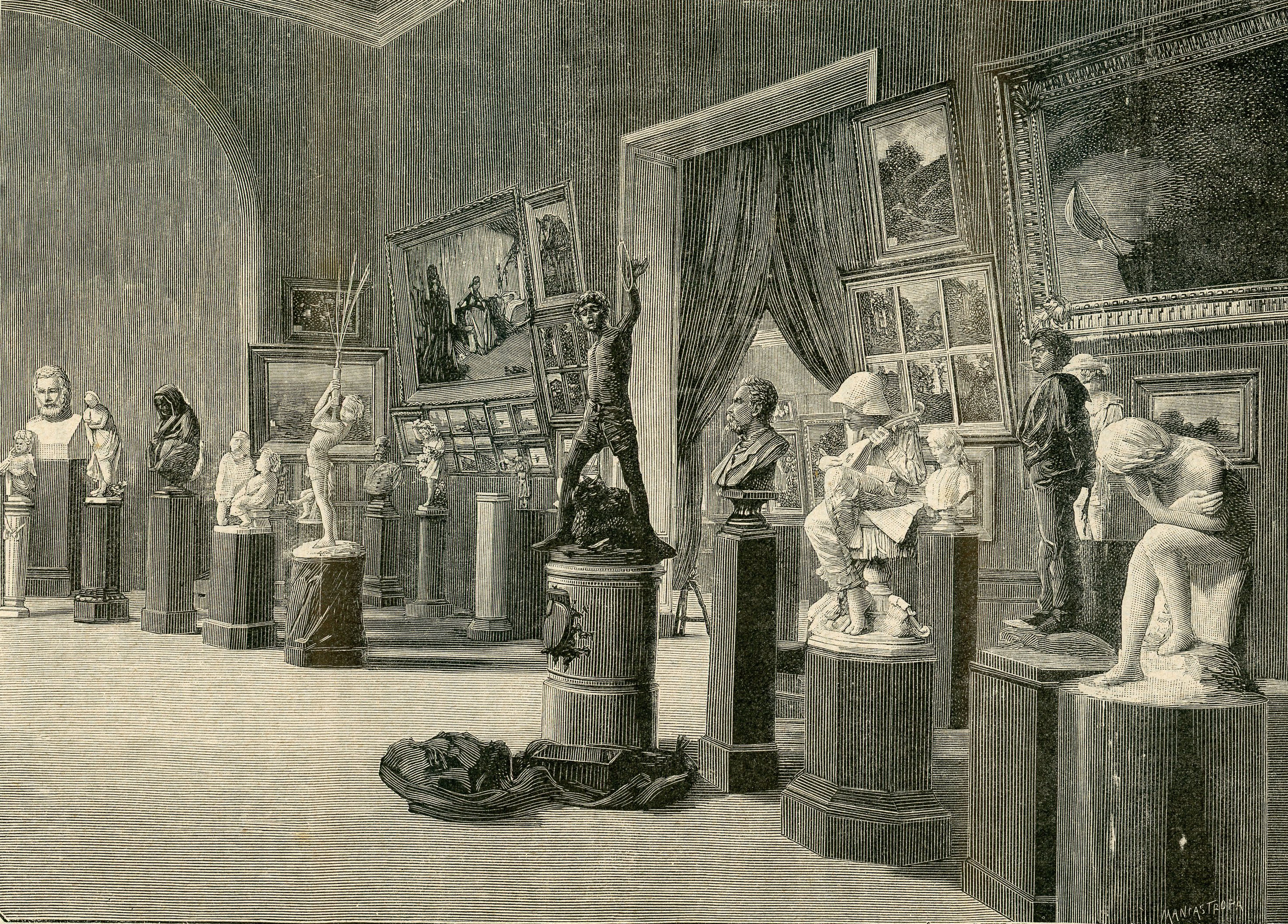
Xilografia del 1886 mostrante un'esposizione all'interno dell'edificio

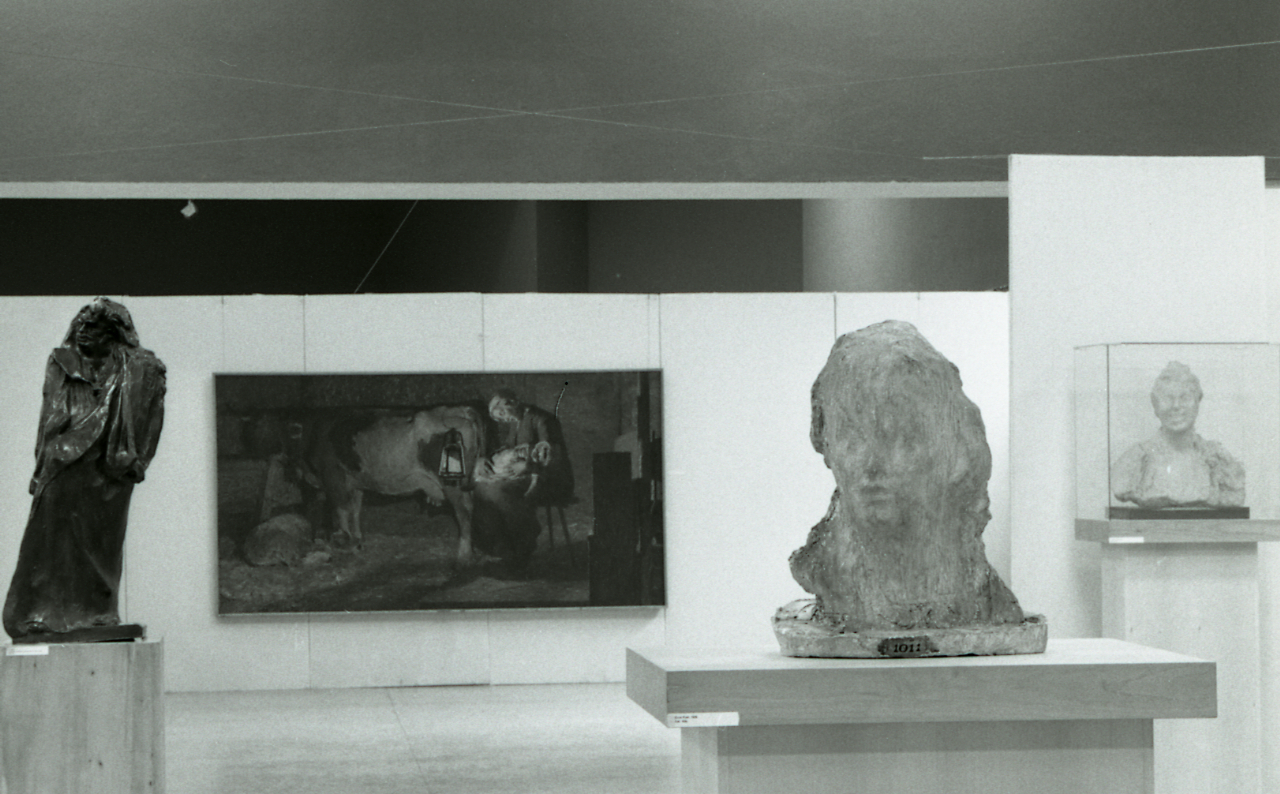
Esposizione all'interno dell'edificio nel 1979

Pur conservando alcune preesistenze, i Castiglioni ricostruiscono le sale secondo una nuova distribuzione e una nuova struttura di copertura. Il progetto dei Castiglioni rende l'allestimento delle sale per l'esposizione il più possibile flessibile grazie alla suddivisione in sale molto spaziose, da poter suddividere in spazi più piccoli mediante pareti mobili, pannelli con telaio in legno rivestito di tela, sostenute da tiranti in metallo, che scorrono grazie a una guida inserita nei muri perimetrali di ogni sala. La stessa guida può essere utilizzata per modulare l'impianto di illuminazione e per l'apprensione dei dipinti.
L'impianto di illuminazione prevede un'alternanza di lucernari in vetrocemento di forma cilindrica, dimensionati in modo da evitare l'abbagliamento, e riflettori incassati, dotati di lampade fluorescenti schermate: il risultato è un piano illuminante astratto, visivamente intervallato da punti e tratti di luce, con un'illuminazione diffusa. La copertura ospita anche gli aspiratori per il ricambio d'aria. Il pavimento delle sale, che contiene i pannelli radianti per il riscaldamento, è in mosaico alla veneziana, a grana piccola (marmo di Candoglia e Bardiglio).
La galleria per l'esposizione delle sculture si affaccia su un cortile interno. Il gioco di illuminazione radente e lo studio delle texture delle superfici delle pareti verticali rivestite di marmo, del pavimento a mosaico e del soffitto a stucco permettono l'illusione visiva di distacco delle pareti dal suolo.

### La torre

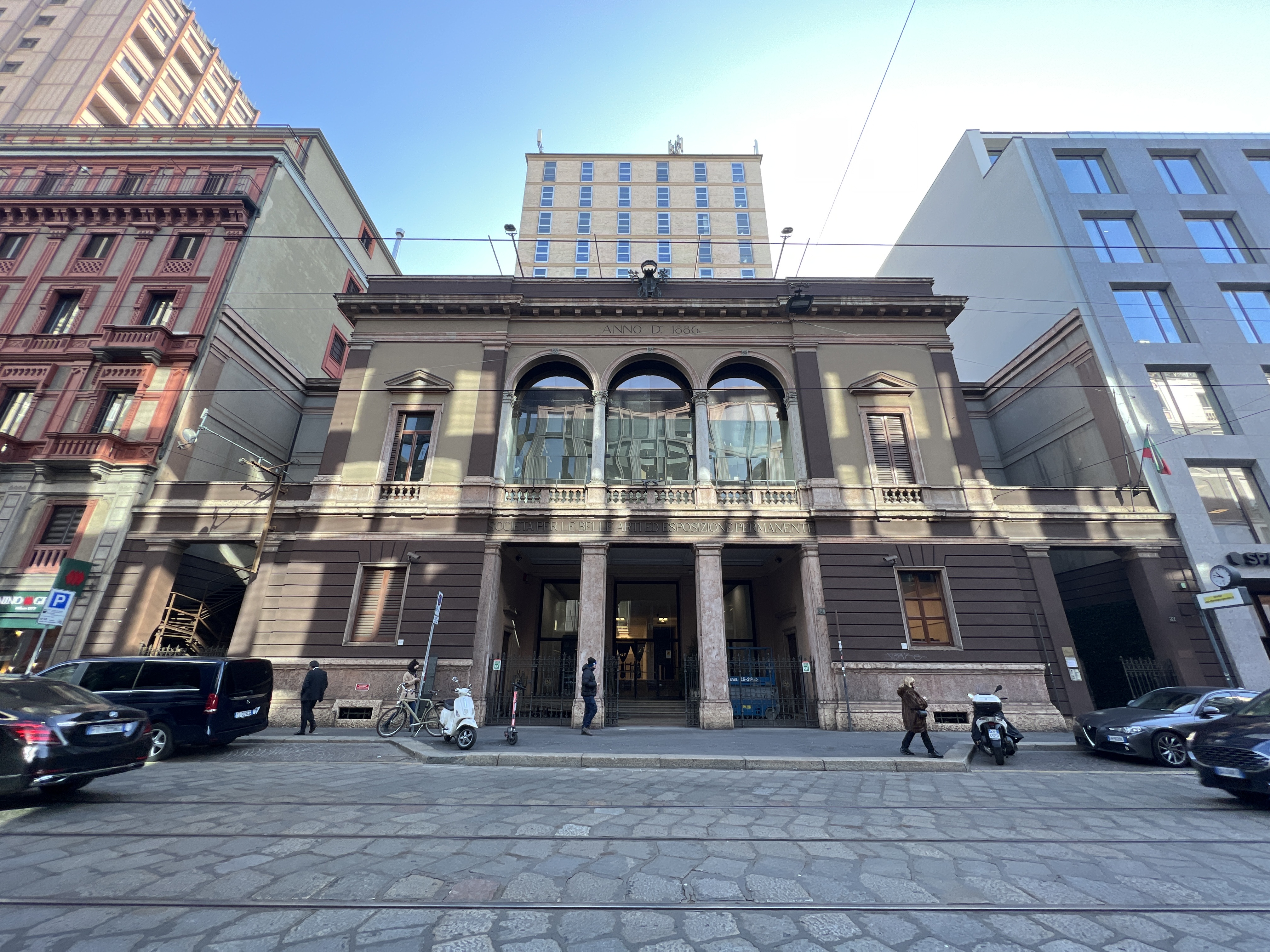
La facciata e la torre

Destinata ad ospitare uffici, la torre a tredici piani progettata dai fratelli Castiglioni è alta 53 metri e ne dista quasi 20 dal rettifilo di via Turati: concepita per una visione dal basso, come edificio infinito, è strutturata come “edificio interrotto”, senza una copertura dal forte impatto visivo. 
La facciata sfrutta come decorativi gli elementi strutturali: le travi perimetrali dei solai in cemento armato sono lasciate a vista costruendo un motivo a fasce orizzontali e le pareti rivestite in litoceramica sono regolarmente intervallate da aperture. 

Le finestre a tutta altezza in profilato metallico hanno tre diversi telai che consentono differenti aperture: uno inferiore fisso, i due superiori a saliscendi autobilanciati; il davanzale è una lastra di marmo bianco, la tenda veneziana in alluminio anodizzato. 

I pavimenti alternano mosaico di vetro nella galleria d'ingresso, travertino nell'atrio, palladiana nei disimpegni e linoleum negli uffici.

I serramenti interni sono in profilato di alluminio, mentre le porte a battente con struttura di abete a nido d'ape, rivestite in alluminio anodizzato. I Castiglioni integrano nell'edificio alcuni sistemi tecnologici: un servizio di posta pneumatica per la comunicazione tra gli atri e l'ufficio del custode, e i pannelli radianti con raffrescamento estivo.